# Nordstadt (Solingen)
Die Nordstadt ist ein urban geprägter Stadtteil nördlich der Innenstadt der bergischen Großstadt Solingen. Sie zeichnet sich durch eine Mischung aus Wohn- und Gewerbegebieten sowie öffentlichen Grünflächen aus. Historisch bedingt ist der Stadtteil durch eine hohe kulturelle Diversität geprägt.

## Geographie und Struktur

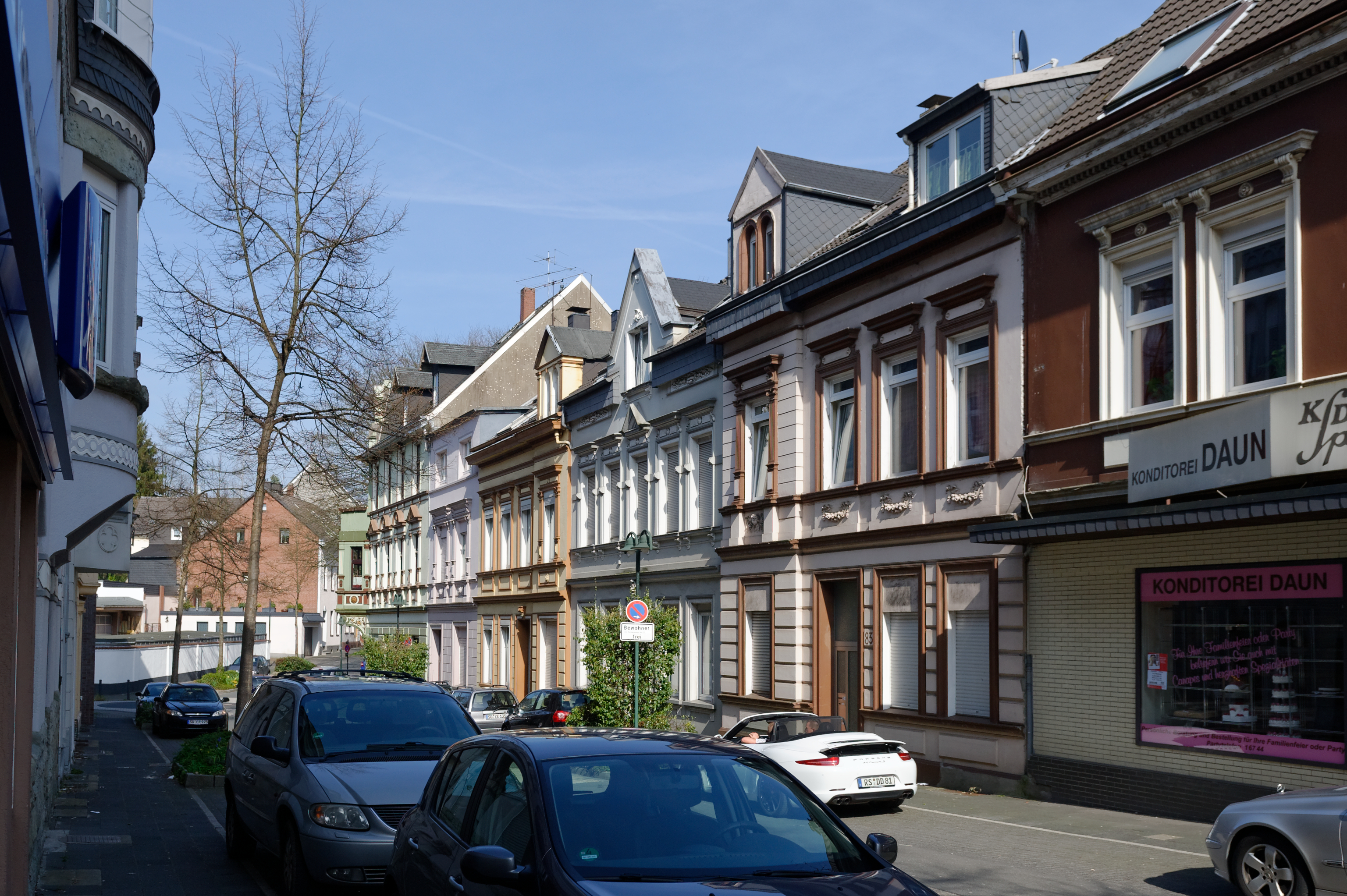
Typischer Straßenzug der Nordstadt, hier die Burgstraße

Die Nordstadt stellt ein Teilgebiet innerhalb des Stadtbezirks Solingen-Mitte dar. Sie bildet den nördlichen Teil der Innenstadt rund um die Bundesstraße 224, die Konrad-Adenauer-Straße, vom Ende der Fußgängerzone Hauptstraße bis zum Schlagbaum. Im Osten wird sie durch den Verlauf der Korkenziehertrasse und den evangelischen Friedhof Kasinostraße begrenzt. Im Süden und Südwesten bilden die Augustastraße und die Weyersberger Straße den Abschluss der Nordstadt, im Norden die Kronprinzen- und die Kuller Straße.:8
Der Stadtteil zeichnet sich durch seine urbane Prägung aus. Die Konrad-Adenauer-Straße ist eine zentrale innerstädtische Geschäftsstraße mit Einzelhandel, Gastronomie und kulturellen Einrichtungen wie dem Rathaus oder dem Theater und Konzerthaus. Das Gebiet wird geprägt durch ein Nebeneinander aus historischer und moderner Bebauung, jedoch auch durch Leerstände und soziales Gefälle. Der nordöstliche Bereich zeichnet sich durch ruhige Wohngebiete mit verkehrsberuhigten Straßen und historische Bausubstanz aus. Der dort befindliche Walter-Scheel-Platz ist ein wichtiger Anlaufpunkt im Stadtteil. Der Osten wird durch den evangelischen Friedhof Kasinostraße und den katholischen Friedhof St. Clemens geprägt, die ökologisch wichtige Grünflächen darstellen. In ihrer Umgebung befinden sich sowohl Wohnbereiche als auch Bereiche, die gewerblich genutzt werden.:14ff.
Die westliche Nordstadt besteht aus einem Wohngebiet mit hoher Wohnqualität, historischen Stadtvillen und vereinzelter Gewerbenutzung. Im Bereich um die Kreuzstraße befinden sich soziale Einrichtungen wie Schulen und Spielplätze. Die Kronprinzenstraße ist eine gewerblich geprägte Hauptverkehrsstraße mit Einzelhandel, Dienstleistungen und Traditionsbetrieben. Dort wechseln sich Blockrandbebauung und Produktionshallen ab.:14ff.

## Geschichte

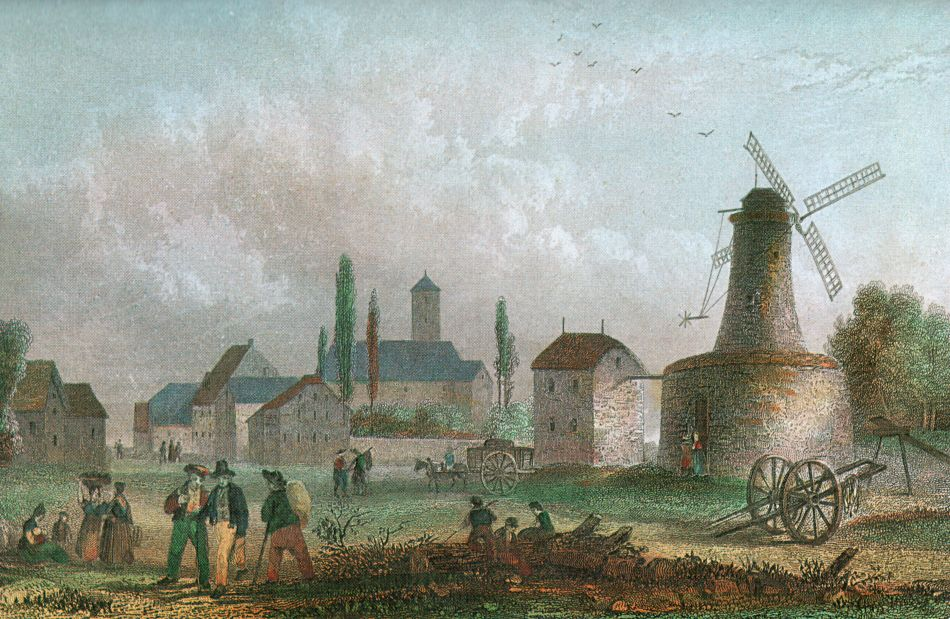
Die Solinger Stadtwindmühle um 1840

Die Nordstadt entwickelte sich ab der zweiten Hälfte des 19. Jahrhunderts im Zuge der Industrialisierung. Das Gebiet war bis in die erste Hälfte des 19. Jahrhunderts lediglich locker durch einzelne Hofschaften wie Vorspel, Höfchen oder Kullen bebaut. Eine nördliche Vorstadt konnte sich aufgrund der Solinger Stadtwindmühle am Mühlenplatz lange Zeit kaum entwickeln, da sonst der Weiterbetrieb der Windmühle unmöglich gewesen wäre. Nach ihrem Abriss 1860 gab es für die Entstehung der Nordstadt allerdings keine Hindernisse mehr.:9f.Zahlreiche Straßenzüge wurden in der Gründerzeit neu angelegt und geschlossen bebaut, wie etwa die Burgstraße oder die Kurfürstenstraße, und die Bevölkerung in der Stadt wuchs rapide an. 
Die für Solingen bedeutsame Schneidwarenindustrie prägte auch die Solinger Nordstadt und ist bis heute ein bedeutender Industriezweig. In der Nordstadt zeugen zahlreiche historische Gebäude von der industriellen Vergangenheit, darunter das Gebäude der 1904 gegründeten Fachschule für Metallgestaltung an der Blumenstraße, aus dem das heutige Technische Berufskolleg Solingen hervorging. Auch bedeutende Produktionsstätten der Schneidwarenindustrie wurden in der Nordstadt angesiedelt, darunter die Fabrik Christians mit den 1862 errichteten Christians-Villen an der Konrad-Adenauer-Straße sowie die noch heute aktive Produktionsstätte des Wüsthof-Dreizackwerks an der Kronprinzenstraße. Ein Relikt der Industrialisierung ist die Korkenzieherbahn, die 1890 eröffnet wurde und Solingen mit Vohwinkel verband. Die Nordstadt hatte mit dem Bahnhof Solingen Nord vor dem Tunnel Schlagbaum auch eine eigene Anbindung an das Eisenbahnnetz. Die 1995 stillgelegte Trasse wurde im Rahmen der Regionale 2006 in einen Radwanderweg umgewandelt, der durch die Nordstadt führt.:9f.
Bei den Luftangriffen auf Solingen während des Zweiten Weltkriegs wurde Solingen mehrfach bombardiert, und auch die Nordstadt erlitt teilweise Schäden. Sie war aber deutlich weniger betroffen als die vollständig zerstörte Altstadt. Nach Kriegsende begann der Wiederaufbau mit neuen Wohnblocks und Gewerbebauten, um der hohen Wohnungsnachfrage gerecht zu werden. Noch heute zeugen einzelne Baracken an der Konrad-Adenauer-Straße von dieser frühen Phase des Wiederaufbaus. In den 1960er und 1970er Jahren kamen aufgrund des Arbeitskräftemangels in der Industrie viele Gastarbeiter nach Solingen, vor allem aus der Türkei, Italien und dem ehemaligen Jugoslawien. Sie ließen sich mit ihren Familien oft in der Nordstadt nieder und prägten das multikulturelle Leben des Stadtteils.

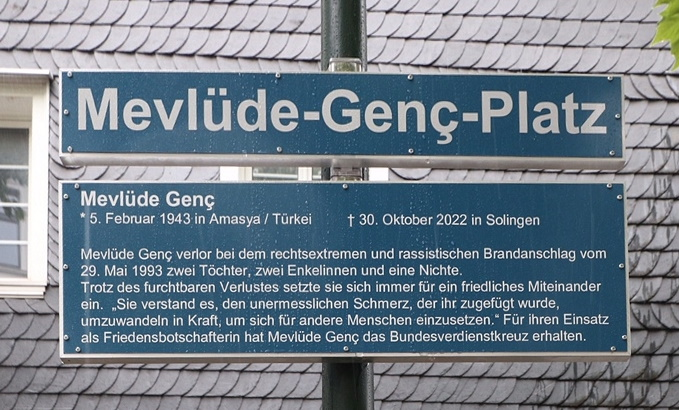
Straßenschild am Mevlüde-Genç-Platz

Prägend für die Geschichte der Nordstadt war der Brandanschlag von Solingen im Jahr 1993. Der Ort des Verbrechens lag zwar außerhalb der Nordstadt, jedoch wurden viele städtebauliche Maßnahmen seit den 1990er Jahren auf die Nordstadt konzentriert, um die Wohn- und Lebensqualität der dort lebenden Bevölkerung zu verbessern.:10 Auch ein Platz in der Nordstadt erinnert an das Verbrechen, der seit 2023 den Namen Mevlüde-Genç-Platz trägt.
Wichtige bauliche Maßnahmen wie das Probenraumhaus Monkeys, das Mehrgenerationenhaus, die Aufwertung des Theaterumfelds und der Spielplätze sowie der Umbau der Konrad-Adenauer-Straße haben zur positiven Entwicklung des Stadtteils beigetragen. Durch diese Maßnahmen konnte die zuvor beobachtete negative Entwicklung gestoppt und das Image der Nordstadt verbessert werden. Besonders Standortfaktoren wie Fußgängerfreundlichkeit, Straßenzustand und Grünflächen werden heute positiver wahrgenommen, und mehr Bewohner identifizieren sich mit der Nordstadt als innerstädtischem Wohnquartier. Im Jahr 2017 wurde zudem der Bürgerverein Bunte Nordstadt e. V. gegründet, um die Stadtteilarbeit weiterzuführen.

## Demographie
Zum Stichtag 31. Dezember 2022 lebten in der Solinger Nordstadt 5.068 Menschen, was etwa 3 % der Gesamtbevölkerung Solingens ausmacht. Die Altersstruktur ist vielfältig, wobei die größte Bevölkerungsgruppe die 40- bis 60-Jährigen sind. Der Altersdurchschnitt liegt bei 41,2 Jahren. In der Nordstadt haben 34,8 % der Bewohner eine ausländische Staatsangehörigkeit, 22 % sind Deutsche mit Migrationshintergrund, und 43,2 % sind Deutsche ohne Migrationshintergrund. Die größten Gruppen unter den Migranten stammen aus der Türkei und Syrien.

## Bildung und Infrastruktur

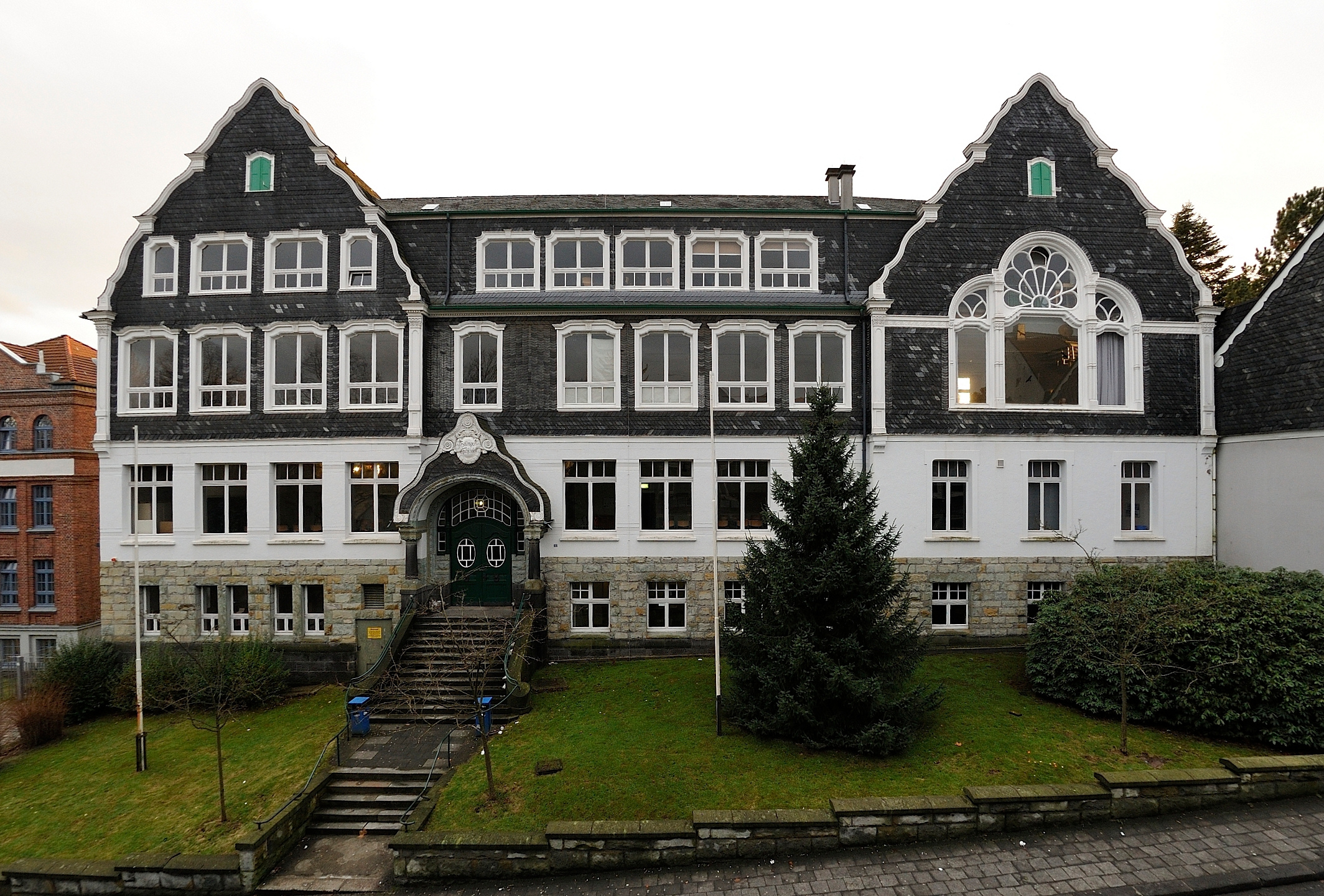
Technisches Berufskolleg Solingen

In der Nordstadt befinden sich zwei Berufskollegs, darunter das Technische Berufskolleg Solingen, das mit ca. 2000 Schülern die größte Solinger Berufsschule ist. Zudem befindet sich das Friedrich-List-Berufskolleg für kaufmännische Berufe in der Nordstadt. Dieses beherbergt darüber hinaus das Walter-Bremer-Institut als Ausbildungsstelle für pharmazeutisch-technische Assistenten. 
Im Stadtteil befindet sich mit der Grundschule Klauberg eine städtische Grundschule. Zudem gibt es drei Kindertagesstätten, von denen zwei als Familienhilfezentren fungieren, sowie eine vom Paritätischen Wohlfahrtsverband betriebene Einrichtung.
Die Nordstadt verfügt über mehrere Einrichtungen mit überörtlicher Bedeutung, darunter das Rathaus und das Mehrgenerationenhaus am Mevlüde-Genç-Platz 1. Letzteres bietet vielfältige soziale und kulturelle Angebote für alle Generationen und wird von den Wohlfahrtsverbänden unter der Trägerschaft des Caritasverbandes geführt. In der Nordstadt besteht ein Quartiersmanagement, das das Stadtteilbüro Nordstadt im Gebäude der Arbeiterwohlfahrt (AWO) am Schlagbaum betreibt.

## Kultur und Sehenswürdigkeiten

### Kultur und Zeitung

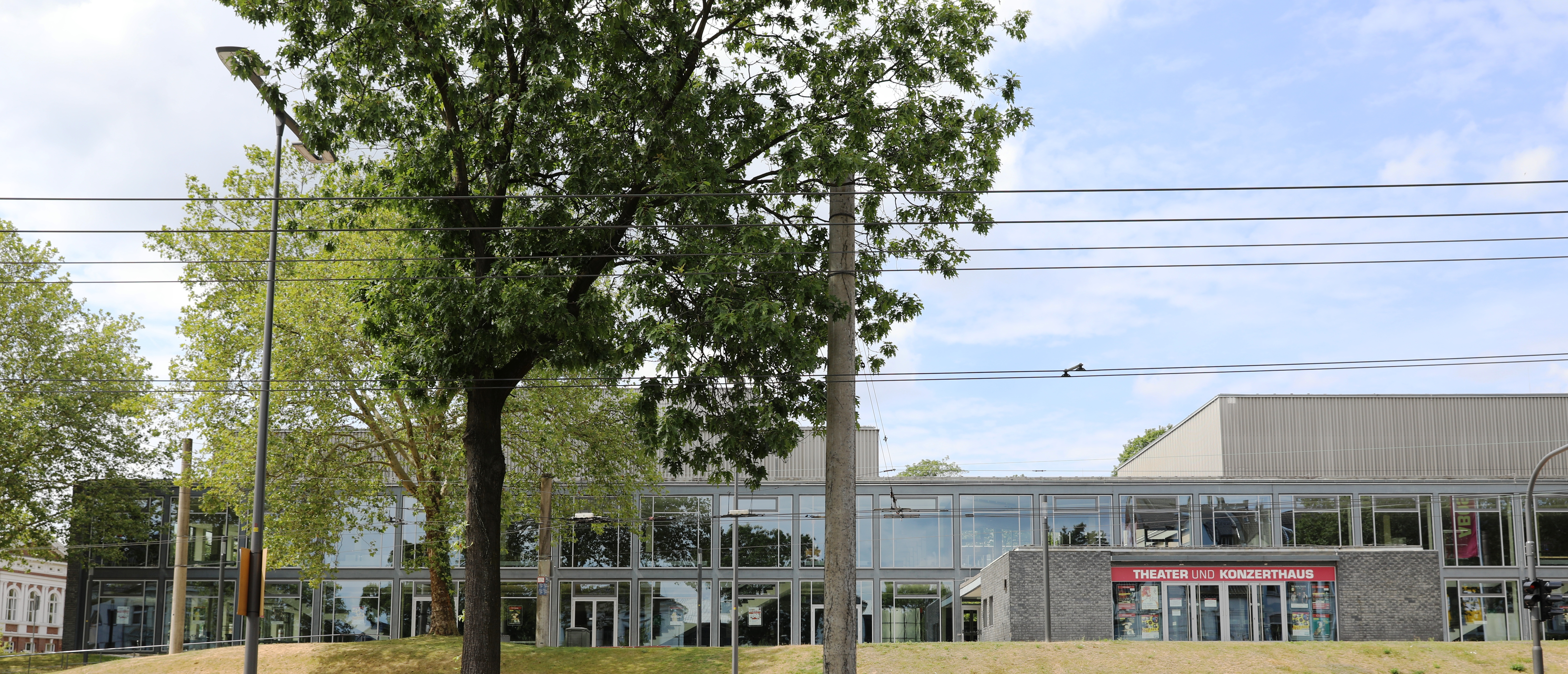
Theater und Konzerthaus

Wichtigste Kultureinrichtung in der Nordstadt ist das Theater und Konzerthaus. Als größtes Veranstaltungsgebäude in Solingen eines der Kernbestandteile der Solinger Kulturlandschaft, das die beiden Themenbereiche Theater und Konzerthalle mit verschiedenen Sälen unter einem Dach vereint. Es befindet sich in Trägerschaft der Stadt Solingen, deren Stadtdienst Kulturmanagement es angegliedert ist. Das Gebäude mit seiner 120 Meter langen Fassade zur Konrad-Adenauer-Straße entstand im internationalen Stil mit Anklängen an den Bauhausstil. Es entstand an gleicher Stelle, an der sich bis zum großen Brand im März 1957 die Solinger Stadthalle befand. Der Neubau des Theater und Konzerthauses konnte im Mai 1963 eingeweiht werden. Seit der letzten Umgestaltung des Vorplatzes 2017/2018 ist das Haus durch eine neue Rampe an die Umgebung angebunden.
Weitere wichtige Kultureinrichtungen sind das im Sommer 2004 eröffnete Rollhaus und das Probenraumhaus Monkeys an der Konrad-Adenauer-Straße als Kinder- und Jugendtreff der AWO, das im September 2017 eröffnet wurde.
In der Nordstadt erscheint mit den Nordstadtseiten eine eigene Stadtteilzeitung, die seit 2019 vom Verein Bunte Nordstadt e. V. herausgegeben wird. Sie erscheint vierteljährlich, ist kostenlos und berichtet über Aktivitäten und Veranstaltungen der Nordstadt sowie über den Einzelhandel, Institutionen und das Leben in der Nordstadt.

### Sehenswürdigkeiten

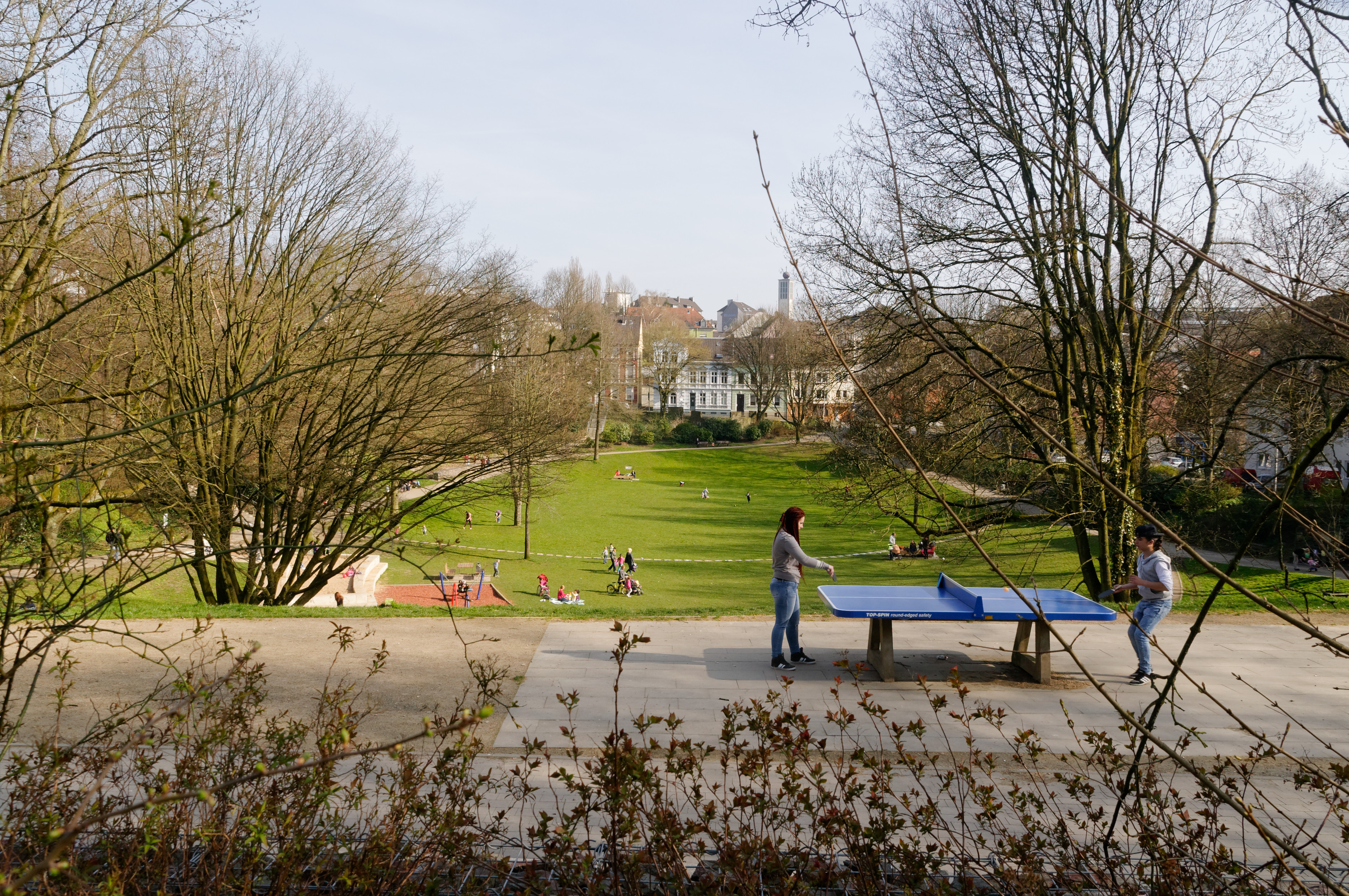
Vorspeler Anlagen

Am Rande der Nordstadt befindet sich das Bärenloch, die größte Parkanlage in Solingen. Eine weitere wichtige Grünanlage bilden die Vorspeler Anlagen nahe dem Weyersberg im westlichen Bereich der Nordstadt. Weitere bedeutende Grünflächen sind die beiden großen Friedhöfe im Osten, der evangelische Friedhof Kasinostraße sowie der katholische Friedhof St. Clemens. 
Im Gegensatz zur im Zweiten Weltkrieg zerstörten Innenstadt weist die Nordstadt an vielen Stellen historische Bausubstanz aus der zweiten Hälfte des 19. Jahrhunderts oder aus dem beginnenden 20. Jahrhundert auf. Nur wenige dieser Objekte sind bislang in die Solinger Denkmalliste eingetragen worden, darunter etwa die Christians-Villen oder ein ehemaliges Schulgebäude an der Burgstraße 15. Manche Straßen wie die Kurfürsten- oder die Klemens-Horn-Straße weisen gar eine geschlossene Bebauung mit Bauten des Historismus auf. Die benachbarte, 1921/1922 errichtete Siedlung des Spar- und Bauvereins Solingen an der Cäcilienstraße wurde in einer Veröffentlichung des LVR-Amtes für Denkmalpflege im Rheinland 2021 als denkmalwürdig eingestuft.